# فهرست افراد نام‌برده‌شده در اسناد پاندورا
این صفحه فهرستی از افرادی است که نام‌شان در اسناد پاندورا آمده‌است. این اسناد پنج سال پس از افشای اسناد معروف به پاناما منتشر شده‌اند که نشان می‌داد ثروتمندان جهان چگونه ثروت خود را به شیوه‌هایی مخفی می‌کنند که مأموران دولتی قادر به رصد آن نیستند. منبع اسناد پاندورا، اطلاعات درزکردهٔ ۱۴ شرکت مالی و حقوقی در پناهگاه‌های مالیاتی همچون جزایر ویرجین بریتانیا، پاناما، بلیز، قبرس، امارات متحده عربی، سنگاپور و سوئیس هستند. بررسی این اطلاعات زیر نظر کنسرسیوم بین‌المللی روزنامه‌نگاران تحقیقی و توسط ۶۵۰ گزارشگر در ۱۱۷ کشور مختلف انجام شده‌است.

## روسای جمهور و سران کشورها
- ولادیمیر پوتین رئیس‌جمهور روسیه[۳][۴][۵]
- عبدالله دوم، پادشاه اردن[۶]
- لوئیز آبینادر، رئیس‌جمهور جمهوری دومینیکن[۷]
- الهام علی‌اف، رئیس‌جمهور جمهوری آذربایجان[۸]
- میلو جوکانوویچ، رئیس‌جمهور مونته‌نگرو[۹]
- اوهورو کنیاتا، رئیس‌جمهور کنیا[۹]
- گیرمو لاسو، رئیس‌جمهور اکوادور[۱۰]
- دنیس ساسو نگسو، رئیس‌جمهور جمهوری کنگو[۱۱]
- علی بونگو، رئیس‌جمهور گابن[۹]
- سباستین پینیه‌را، رئیس‌جمهور شیلی[۹]
- تمیم بن حمد آل ثانی، امیر قطر[۱۲]
- ولودیمیر زلنسکی، رئیس‌جمهور اوکراین[۱۳]
- نیکوس آناستاسیادس، رئیس‌جمهور قبرس[۱۴]

### رئیس‌جمهورها و سران پیشین کشورها
- هوراسیو کارتس، رئیس‌جمهور پیشین پاراگوئه[۱۵]
- پدرو پابلو کوچینسکی، رئیس‌جمهور پیشین پرو[۱۵]
- پورفیریو لوبو، رئیس‌جمهور پیشین هندوراس[۱۵]
- سزار گاوریا، رئیس‌جمهور پیشین کلمبیا[۱۶]
- آندرس پاسترانا آرانگو، رئیس‌جمهور پیشین کلمبیا[۱۷]
- ریکاردو مارتینلی، رئیس‌جمهور پیشین پاناما[۱۵]
- ارنستو پرز بالادارس، رئیس‌جمهور پیشین پاناما[۱۵]
- خوان کارلوس وارلا، رئیس‌جمهور پیشین پاناما[۱۵]
- آلفردو کریستیانی، رئیس‌جمهور پیشین السالوادور[۱۸]
- فرانسیسکو فلورس پرز، رئیس‌جمهور پیشین السالوادور[۱۸]
- صباح احمد جابر صباح، امیر سابق کویت[۱۸]

## نخست‌وزیرها و روسای دولت‌ها
- پاتریک آچی، نخست‌وزیر ساحل عاج[۱۹]
- آندری بابیش، نخست‌وزیر جمهوری چک[۲۰]
- محمد بن راشد آل مکتوم، نخست‌وزیر امارات متحده عربی و امیر دُبی[۱۲]
- نجیب میقاتی، نخست‌وزیر لبنان[۲۱]

### روسای پیشین دولت‌ها
- تونی بلر، نخست‌وزیر پیشین بریتانیا[۲۲]
- سیلویو برلوسکونی، نخست‌وزیر پیشین ایتالیا
- تونگ شی-هوا،  رئیس اجرایی پیشین هنگ کنگ[۲۳]
- لئونگ چون-یینگ، رئیس اجرایی پیشین هنگ کنگ[۲۳]
- حسان دیاب نخست‌وزیر پیشین لبنان[۲۴]
- آریس علی، نخست‌وزیر پیشین موزامبیک[۱۸]
- خلیفه بن سلمان آل خلیفه، نخست‌وزیر پیشین بحرین[۱۸]
- نادر الذهبی، نخست‌وزیر پیشین اردن[۱۸]
- عبدالکریم الکباریتی، نخست‌وزیر پیشین اردن[۱۸]
- لارنت لاموث، نخست‌وزیر پیشین هائیتی[۱۸]
- حمد بن جاسم بن جبر آل ثانی، نخست‌وزیر پیشین قطر[۱۸]
- بیدزینا ایوانیشویلی نخست‌وزیر پیشین گرجستان[۱۸]

## روسای سازمان‌ها
- دومینیک استروس-کان، مدیر سابق صندوق بین‌المللی پول[۱۲]

## وزرا
- پائولو گوئدس، وزیر اقتصاد برزیل[۱۵][۲۵][۲۶]
- وپکه هوکسترا، وزیر دارایی هلند و رهبر حزب دموکرات مسیحی هلند[۲۷]
- سینیشا مالی، وزیر دارایی صربستان و شهردار پیشین بلگراد[۲۸]
- آرتور توگاد، وزیر حمل و نقل فیلیپین[۲۹]
- شوکت‌ترین، وزیر دارایی پاکستان[۳۰]
- زفرول عزیز، وزیر دارایی مالزی[۳۱]
- دیم زین‌الدین، وزیر دارایی پیشین مالزی[۳۲]

## سیاستمداران
- لُرد دیتون، سیاستمدار محافظه‌کار عضو مجلس اعیان بریتانیا، رئیس سابق خزانه و رئیس هیئت مدیرهٔ گروه اکونومیست[۳۳]
- نصری عصفورا، شهردار تگوسیگالپا[۳۴]
- نیر بارکات، شهردار پیشین اورشلیم و عضو فعلی کنست[۳۵]
- حائیم رامون - معاون نخست‌وزیر پیشین اسرائیل و عضو پیشین کنِست[۳۶]
- روبرتو کامپوس نتو، رئیس بانک مرکزی برزیل[۱۵][۲۵][۲۶]
- جیمی دوران باربا، مشاور سابق مائوریسیو ماکری رئیس‌جمهور پیشین آرژانتین[۱۵]
- زولما ماریا اوا منم، دختر کارلوس منم رئیس‌جمهور پیشین آرژانتین و (پس از طلاق والدینش) بانوی اول آرژانتین[۱۵]
- دانیل مونیوز، منشی نستور کیرشنر رئیس‌جمهور پیشین آرژانتین[۱۵]
- خولیو شرر ایبارا، مشاور پیشین آندرس مانوئل لوپز اوبرادور رئیس‌جمهور مکزیک[۱۵]
- خورخه آرقانیز دیاز لئال، دبیر نهاد فدرال ارتباطات و حمل و نقل مکزیک[۳۷]
- آندرس دی. باوتیستا، رئیس سابق کمیسیون انتخابات فیلیپین و رئیس کمیسیون قضایی تشکیل‌شده برای بازپس‌گیری دارایی‌های نامشروع فردیناند مارکوس[۳۸]
- دنیس اویی، بازرگان و از نزدیکان رودریگو دوترته[۳۹]
- نیروپاما راجاپاکسا، معاون سابق وزیر آب سری لانکا[۴۰]
- مارتا لوسیا رامیرس، معاون رئیس‌جمهور کلمبیا[۴۱]
- احمد زاهد حمیدی، معاون پیشین نخست‌وزیر مالزی[۴۲]
- محسن مرزوق، سیاست‌مدار اهل تونس[۱۸]
- الکساندر ماموت، میلیاردر روس و مشاور پیشین بوریس یلتسین[۴۳]
- الکسی چپا، عضو مجلس فدرال روسیه[۴۴]
- هریش سالو حقوقدان هندی شاغل در دیوان عالی هند[۴۵]

## خاندان سلطنتی
- خوآن کارلوس اول، پادشاه پیشین اسپانیا[۴۶]
- مجموعهٔ املاک سلطنتی بریتانیا[۴۷]
- لاله حسناء، شاهدخت مراکش[۱۲]

## اهالی کسب و کار
- گراهام بریگز، بنیانگذار ایژاسیتی تراست[۴۸]
- آنیل امبانی، کارآفرین و بنیان‌گذار شرکت ارتباطات ریلاینس[۴۹]
- نیراو مودی، سرمایه‌دار اهل هند[۴۹]
- کی‌ران مازومدار-شاو، کارآفرین اهل هند[۵۰]
- بنی اشتاینمتز، کارآفرین و سرمایه‌دار اهل اسرائیل[۴۹]
- ماسایوشی سان، کارآفرین و سرمایه‌دار اهل ژاپن[۵۱]
- گنادی تیمچنکو، اُلیگارش اهل روسیه و از دوستان ولادیمیر پوتین[۵۲]
- میخائیل گوتسریف، اُلیگارش روس[۴۴]
- ایگور کولومویسکی، اُلیگارش اهل اوکراین[۱۴]
- عطا، سیروس و سامان احسنی مالکان شرکت یونااویل[۵۳]
- الگو:Country data Taiwan) جوزف سای، از اعضای بنیان‌گذار و نایب رئیس اجرایی گروه علی‌بابا[۵۴]
- پیر کاستل کارآفرین فرانسوی و بنیان‌گذار کاستل گروپ[۵۵]
- لاورنس استرول، میلیاردر کانادایی[۵۴]
- لی جائه-یونگ رئیس هیئت مدیرهٔ سامسونگ[۵۶]
- الخاندرو سانتو دومینگو، سرمایه‌دار کلمبیایی[۵۷]
- لوئیس کارلوس سارمینتو، سرمایه‌دار کلمبیایی[۵۷]
- ایساک، جیمی و گابریل جیلینسکی سرمایه‌داران اهل کلمبیا[۵۷]
- استنلی هو، بازرگان و کارآفرین اهل هنگ کنگ[۵۸]
- کریستینا گرین، مسئول امور مالی شارلین، شاهدخت موناکو و همسر فیلیپ گرین[۴۴]
- لیم کوک تای، میلیاردر مالزیایی و مدیر عامل جنتینگ گروپ[۳۱]
- اولگاریو بازکز آلدیر، سرمایه‌دار اهل مکزیک و مدیر گروپو امپاساریال آنخلس[۱۵]
- ماریا آسونسیون آرامبوروزابالا، سرمایه‌دار اهل مکزیک و مالک شرکت گروپو مدلو[۱۵]
- جرمن لاریا موتا-ولاسکو، بنیان‌گذار و مدیرعامل گروپو مکزیکو[۱۵]
- آسو یوکانویچ، از ثروتمندترین اهالی مونته‌نگرو[۹]
- بلاژو یوکانویچ، سرمایه‌دار اهل مونته‌نگرو[۹]

## اهالی رسانه
- کنستانتین ارنست، تهیه‌کننده و مدیر اجرایی شبکه یک روسیه[۵۹]
- سلطان علی لاکهانی، مدیر اجرایی اکسپرس میدیا گروپ[۶۰]
- حمید هارون، مدیر اجرایی دان میدیا گروپ[۶۰]
- میر شکیل‌الرحمان، مدیر اجرایی جنگ میدیا گروپ[۶۰]
- عارف نظامی، روزنامه‌نگار و ویراستار پاکستان تودی[۶۰]

## افراد دیگر
- کارلو آنچلوتی، بازیکن پیشین و سرمربی فوتبال اهل ایتالیا[۶۱]
- روبرتو مانچینی، بازیکن پیشین و سرمربی فوتبال اهل ایتالیا[۶۲]
- جانلوکا ویالی، بازیکن پیشین فوتبال اهل ایتالیا[۶۲]
- فلاویو بریاتوره، بازرگان ایتالیایی و از چهره‌های تأثیرگذار مسابقات اتومبیل‌رانی فرمول یک[۶۳]
- آنخل دی ماریا، بازیکن فوتبال اهل آرژانتین[۶۴]
- خاویر ماسچرانو، بازیکن سابق فوتبال اهل آرژانتین[۶۵]
- پپ گواردیولا، بازیکن پیشین و سرمربی فوتبال اهل اسپانیا[۶۱]
- خولیو ایگلسیاس، خوانندهٔ اهل اسپانیا[۶۱]
- میگل بسه، خوانندهٔ اهل اسپانیا[۶۶]
- سانتیاگو کالاتراوا، معمار اهل اسپانیا[۶۷]
- دیه‌گو گودین بازیکن فوتبال اهل اروگوئه[۶۸]
- لوییس سوارز بازیکن فوتبال اهل اروگوئه[۶۸]
- رونالدینیو بازیکن پیشین فوتبال اهل برزیل[۶۹]
- ماریو بارگاس یوسا، نویسنده و برندهٔ جایزه نوبل ادبیات در سال ۲۰۱۰[۷۰]
- شکیرا، خوانندهٔ اهل کلمبیا[۶۱]
- کلودیا شیفر، مدل اهل آلمان[۷۱]
- لی سو-مان، کارآفرین اهل کُره جنوبی و بنیانگذار شرکت اس‌ام انترتینمنت[۷۲]
- اعضای گروه موسیقی سوئدیش هاوس مافیا[۷۳]
- التون جان، خوانندهٔ اهل بریتانیا[۷۴]
- رینگو استار، درامر بریتانیایی و یکی از اعضای بیتلز[۷۴]
- شری بلر، همسر تونی بلِر نخست‌وزیر سابق بریتانیا[۷۵]
- برنی اکلستون، از افراد کلیدی مرتبط با شرکت‌های مسابقات فرمول یک[۶۳]
- الویس استویکو، اسکیت‌باز کانادایی دارندهٔ سه مدال طلای مسابقات جهانی اسکیت نمایشی و دو نقرهٔ المپیک[۵۴]
- ژاک ویلنوو، رانندهٔ مسابقات اتومبیل‌رانی اهل کانادا[۷۶]
- دیوید فرنیش، فیلم‌ساز کانادایی و پارتنر التون جان[۷۷]
- رابرت درست، سرمایه‌دار و مَلّاک آمریکایی[۷۸]
- سچین تندولکر، کریکت باز و کاپیتان سابق تیم ملّی کریکت هند[۷۹]
- جکی شروف، هنرپیشه و تهیه‌کنندهٔ بالیوود[۶۳]
- گای فورگت بازیکن پیشین و مربی تنیس اهل فرانسه[۸۰]
- چایانه خوانندهٔ اهل پورتوریکو[۸۱]
- آلخاندرا گوزمن خوانندهٔ اهل مکزیک[۸۲]